# Kero Blaster
Kero Blaster (ケロブラスター) is een platformspel ontwikkeld door Daisuke "Pixel" Amaya. Het kwam uit in 2014 voor pc en iOS en is Pixels eerste grote project sinds Cave Story in 2004.
De game legt veel nadruk op schieten en kreeg positieve recensies op beide platforms. Een korte, gratis demo met de titel Pink Hour werd een maand voor de release van het volledige spel beschikbaar gesteld. Een korte gratis bijbehorende titel en vervolg op Pink Hour getiteld Pink Heaven werd uitgebracht in november 2015, wat samen viel met de nieuwe update voor Kero Blaster.

## Gameplay
In Kero Blaster bestuurt de speler een kikker die werkt voor Cat & Frog, een teleporterbedrijf. Gewapend met een erwtenschieter moet hij de teleporters van vreemde zwarte monsters opruimen. De speler moet zich een weg banen door een reeks lineaire fasen door middel van rennen, schieten en springen. USGamer beschreef de gameplay als "verwant aan... Contra, of old-school, pre-Symphony of the Night Castlevania's." Kero Blaster wordt bestuurd door van richting te veranderen, te springen, en het wapen van het personage op te laden en af te vuren. Door de vuurknop ingedrukt te houden blijft het personage vuren in de richting waarin hij keek toen hij begon te schieten. Hierdoor kunnen spelers de richting waarin het personage beweegt en schiet onafhankelijk van elkaar veranderen.

## Ontwikkeling en release
Kero Blaster zou oorspronkelijk in 2013 worden uitgebracht, maar Pixel heeft de release op het laatste moment uitgesteld. Het spel is opnieuw opgebouwd uit Gero Blaster, die Pixel op BitSummit had aangekondigd in Japan begin 2013, maar nooit had uitgebracht. Gero Blaster was een game gebaseerd op stripverhalen die Pixel op de universiteit tekende, met in de hoofdrol zichzelf als een kikker en zijn vriendin als een kat. Terwijl Pixel Cave Story helemaal alleen ontwikkelde, werkte hij samen met Kiyoko Kawanaka voor Kero Blaster, zodat hij gemotiveerd kon blijven. Toen Pixel het levelontwerp en de productie aan haar overliet, kon Pixel "zich concentreren op kleinere onderdelen terwijl de fasen in het spel gestaag werden gecreëerd."
Een maand voor de volledige release bracht Pixel een demo uit met de proloog van Kero Blaster, getiteld Pink Hour. In deze demo speelt men als een naamloze roze kantoorvrouw die een ontbrekend document moet vinden om de woede van haar baas te vermijden. Het korte spel is vrij moeilijk vanwege het beperkte aantal levens waarmee de speler het moet verslaan.
De releasedatum van Kero Blaster, 11 mei 2014, viel samen met het driejarige jubileum van de Japanse digitale distributeur Playism, waarop de game is uitgebracht. Kero Blaster werd op 11 november 2015 uitgebracht op Steam.
In november 2015 werd Kero Blaster geüpdatet toen Pixel een "Harde modus" en "Overwerkmodus" aan het spel toevoegde. Naast deze update heeft Pixel een tweede korte, gratis game uitgebracht met de titel Pink Heaven, het vervolg op Pink Hour. In dit spel speelde men weer als de roze kantoorvrouw.
Op 11 april 2017 werd een PlayStation 4-port van de game uitgebracht. Een Nintendo Switch-port van de game werd op 23 augustus 2018 uitgebracht via de Nintendo eShop en later kondigde de in Singapore gevestigde uitgever 1Print Games een fysieke Nintendo Switch-release aan voor 29 november 2019.

## Ontvangst
Vóór de volledige release noemde PC Gamer de gratis Pink Hour-demo 'te kort en te moeilijk om echt onder de knie te krijgen', maar prees de trailer van de game. Na de release van Kero Blaster beschreef Touch Arcade Pink Hour als een "geweldige manier om te ontdekken waar KeroBlaster over gaat - of gewoon om een nieuw niveau van het spel te krijgen om te spelen". Destructoid beschreef de demo als "snoeihard", maar ook "erg lief".
Kero Blaster kreeg positieve recensies bij de release. Destructoid prees de pacing- en replaywaarde van de game en zei dat dit de perfecte manier is om iemand kennis te laten maken met het genre van 2D-actie / platformgames. USGamer prees de besturing, wapens en presentatie van de game en noemde het een "uitstekende run-and-gun shooter die prachtig speelt", maar bekritiseerde de korte duur van het spel. PC Gamer schreef dat het spel klinkt "alsof het uit een NES had kunnen komen als een componist zich de afgelopen 25 jaar meester had gemaakt over de soundchip", en hoewel het kritiek had op de hoge moeilijkheidsgraad van het spel, zei het blad dat het "verfrissend was om een spel te spelen met zo'n mechanische zuiverheid." Eurogamer verklaarde dat Kero Blaster ondanks zijn korte lengte niet minder boeiend is dan Cave Story en beschrijft het als "een reis van drie uur die moet worden voltooid".
De game wordt vaak vergeleken met Cave Story, de zeer succesvolle en invloedrijke vorige game van Pixel. Volgens Touch Arcade heeft Kero Blaster 'dezelfde soort off-beat gevoel voor humor, chipmuziek van vergelijkbare kwaliteit en compositie, pixelart graphics en een vaag vergelijkbare speelstijl die sterk is gebaseerd op platformen en schieten.' Waar Cave Story echter bekend staat om zijn niet-lineaire verkenning, biedt Kero Blaster "op platform-gebaseerde run and gun-actie". Cave Story wordt genoemd als vergelijkbaar met Metroid, terwijl Kero Blaster vaker wordt vergeleken met Contra en Mega Man. Touch Arcade en USGamer schreven in het bijzonder dat Kero Blaster geen Cave Story 2 is, en Touch Arcade voegde eraan toe dat "hoe eerder je het idee uit je hoofd zet, hoe sneller je kunt genieten van een buitengewoon goed gemaakt actiespel."
De iOS-versie werd beter ontvangen dan de pc-versie. USGamer prees de implementatie van het besturingsschema in de iOS-versie, waarin staat dat Pixel veelvoorkomende frustraties in mobiele games oploste 'op een bij uitstek verstandige manier, zonder de zuiverheid van de gameplay van Kero Blaster te comprimeren'. Game Informer noemde het spel "een van de best spelende actieplatformers die iOS te bieden heeft", maar merkte daarbij op dat het spel niet baanbrekend was. IGN Italia noemde het mobiele besturingsschema van Kero Blaster 'nauwkeurig en intelligent'. Pocket Gamer noemde het spel "frisser en spannender dan een groot deel van de inhoud op de App Store" en Gamezebo verklaarde dat Kero Blasters "charmante retro-style graphics, scherpe controles, intense schiet-actie en charmante karakters maken dat het een van de beste mobiele actiespellen is."